# John Talbot, 1. jarl af Shrewsbury
John Talbot, 1. jarl af Shrewsbury, 1. jarl af Waterford, 7. baron Talbot, KG (ca. 1387 – 17. juli 1453), kendt som "Old Talbot", var en engelsk adelsmand og en betydningsfuld hærfører under Hundredårskrigen. Han var den mest berømte i England og mest frygtede i Frankrig blandt de engelske kaptajner i de sidste faser af konflikten. Kendt som en hård, grusom og krakilsk mand, udmærkede Talbot sig militært i en tid med tilbagegang for englænderne. Kaldet "den engelske Achilleus " og "De franskes Skræk", er han overdådigt rost i Shakespeares stykker. Den måde han døde, hvor han ledte et angreb mod artilleri, er kommet til at symbolisere afslutningen på riddertiden. Han havde også undertitlerne 10. baron Strange af Blackmere og 6. baron Furnivall jure uxoris.

## Bagrrund
Han nedstammede fra Richard Talbot, en fæster i 1086 under Walter Giffard i Woburn og Battlesden i Bedfordshire. Talbot-familien var vasaller af Giffard-slægten fra Normandiet. Hugh Talbot, sandsynligvis Richards søn, skænkede en gave til Beaubec Abbey, bekræftet af hans søn Richard Talbot i 1153. Denne Richard (død 1175) er anført i 1166 som indehaver af tre len under Giffard godset i Buckinghamshire. Han havde også et len i Linton i Herefordshire, for hvilket hans søn Gilbert Talbot (død 1231) opnåede et nyt charter i 1190. Gilberts barnebarn Gilbert (død 1274) blev gift med Gwenlynn Mechyll, datter og enearving til den walisiske prins Rhys Mechyll, hvis våbenmærker Talbot-familien fremover antog i stedet for deres egne tidligere våbenmærker. Deres søn Sir Richard Talbot, der underskrev baronerbrevet af 1301, holdt herregården Eccleswall i Herefordshire i sin hustru Sarahs ret. Hun var søster til William de Beauchamp, 9. jarl af Warwick. I 1331 blev Richards søn Gilbert Talbot (1276–1346) indkaldt til parlamentet, hvilket betragtes som bevis på hans status som baron, se Baron Talbot. Gilberts søn Richard blev gift med Elizabeth Comyn, som medbragte som arv Goodrich Castle.
John Talbot blev født omkring 1384 eller mere sandsynligt omkring 1387, den anden søn af Richard Talbot, 4. baron Talbot af Goodrich Castle og Ankaret le Strange, datter og eneste arving til John le Strange, 4. baron Strange af Blackmere. Hans fødested var Black Mere Castle ( hovedsædet for hans mors godser) nær Whitchurch, Shropshire, som nu er et beskyttet monument opført som Blakemere Moat, stedet for den nedrevne befæstede herregård. Hans yngre bror Richard blev ærkebiskop af Dublin og Lord Chancellor af Ireland. Han var en af de mest indflydelsesrige irske statsmænd i sin tid og hans broders mest loyale tilhænger i hans ofte usikre år i Irland. John havde også en ældre bror, Gilbert (født 1383), som var arving til deres forældres baronier af Talbot og Strange.
Hans far døde i 1396, da Talbot var omkring ni år gammel, og det var således Ankarets anden ægtemand, Thomas Neville, 5. baron Furnivall, der blev den største indflydelse i hans tidlige liv. Ægteskabet (1401) gav også muligheden for at en titel kunne tilfalde hendes anden søn, da Neville ikke havde nogen sønner, nemlig titlen Baron Furnivall gennem hans ældste datter Maud (Talbots stedsøster), der ville blive Johns første hustru. Deres ægteskab resulterede i, at John kaldte sig John Talbot, 6. baron Furnivall.

## Ægteskaber og spørgsmål
Talbot blev gift inden den 12. marts 1407 med Maud Neville, 6. baronesse Furnivall, datter og arving til hans stedfar Thomas Neville, 5. baron Furnivall, søn af John Neville, 3. baron Neville de Raby. Parret antages at have fået seks børn:
- John Talbot, 2. jarl af Shrewsbury (ca. 1413 – 10. juli 1460)
- Thomas Talbot (19. juni 1416, Finglas, Irland – 10. august 1416)
- Lady Katherine Talbot (ca. 1418 – ca. 1500) giftede sig med Sir Nicholas Eyton (ca. 1405 – c. 1450), Sheriff af Shropshire 1440 & 1449.[10]
- Sir Christopher Talbot (1419 – 10. august 1443)
- Lady Joan Talbot, gift med James Berkeley, 1. baron Berkeley
- Lady Ann Talbot, gift med John Bottreaux af Abbot's Salford.

Ved sin nieces død i 1421 erhvervede han baronierne Talbot og Strange. Hans første hustru, Maud, døde den 31. maj 1422. Det er blevet foreslået, at hun døde som et indirekte resultat af at føde sin datter Joan, skønt der mangler beviser omkring Joans liv inden hendes ægteskab med Lord Berkeley. Der er endda en teori om, at hun faktisk var Talbots svigerdatter gennem hendes ægteskab med Sir Christopher Talbot.
Den 6. september 1425 giftede han sig i kapellet på Warwick Castle med Lady Margaret Beauchamp, den ældste datter af Richard Beauchamp, 13. jarl af Warwick og Elizabeth Berkeley. De fik fem børn:
- John Talbot, 1. baron Lisle og 1. viscount Lisle, der blev dræbt sammen med sin far i Castillon den 17. juli 1453.
- Sir Louis Talbot (ca. 1429 – 1458) af Penyard
- Sir Humphrey Talbot (før 1434 – 1492, Sinaibjerget ), marskal i Calais.[11] Gift med Mary, datter og medarving af John Champernoun, ingen børn.[12] Døde sandsynligvis i Sankt Katharinas Kloster.
- Lady Eleanor Talbot (ca. februar/marts 1436 – 30. juni 1468) gift med Sir Thomas Butler og kong Edvard 4.'s elskerinde.
- Lady Elizabeth Talbot (ca. december 1442/januar 1443 – 6. november 1506/10. maj 1507). Hun blev gift med John de Mowbray, 4. hertug af Norfolk.

Talbot vides at have haft mindst et uægte barn, Henry. Han kan have tjent i Frankrig sammen med sin far, da det er kendt, at en uægte søn af jarlen af Shrewsbury blev taget til fange af dauphinen Ludvig den 14. august 1443.

## Tidlige karriere og tjeneste i Irland
Fra 1404 til 1413 gjorde han sammen med sin ældre bror Gilbert tjeneste i kampen mod det walisiske oprør eller Owain Glyndŵrs oprør. I mellemtiden blev han fra 1409 indkaldt til parlamentet i sin hustrus ret.  Derefter var han i fem år fra februar 1414 kongens stedfortræder i Irland, hvor han kæmpede. Han havde en strid med James Butler, 4. jarl af Ormond og Reginald Gray, 3. baron Gray af Ruthyn om arven til godset Wexford, som han holdt. Der blev klaget over ham både for hans hårde styre i Irland og for voldshandlinger i Herefordshire, hvor han var ven med lollarden Sir John Oldcastle, og for jordtvister med medlemmerne af jarlen af Arundels følge.
Striden med jarlen af Ormond eskalerede til en langvarig fejde mellem Talbot og hans bror, ærkebiskoppen af Dublin, på den ene side og Butler-familien og dets allierede Berkeley-famiien på den anden side. Fejden nåede sit højdepunkt i 1440'erne, og i sidste ende havde næsten enhver højtstående embedsmand i Irland taget parti i striden. Begge sider blev irettesat af det gehejmerådet for at svække det engelske styre i Irland. Rådet bønfaldt dem om at gøre en ende på deres uoverensstemmelser. Venskabelige forhold blev endelig opnået ved ægteskabet mellem Talbots søn og arving og Ormonds datter, Lady Elizabeth Butler.
Under Johns første periode i Irland tjente hans ældre bror Gilbert som soldat i Frankrig. Gilbert døde den 19. oktober 1418 under belejringen af Rouen, og hans besiddelser blev arvet af hans eneste datter og arving Ankaret Talbot, Johns niece. Ankaret, 6. baronesse Talbot, døde kort efter den 13. december 1421, og Talbot-familiens besiddelser blev således arvet af hendes onkel John, som blev den 7. baron Talbot.
Fra 1420 til 1424 tjente han i Frankrig bortset fra en kort tilbagevenden i slutningen af det første år for at organisere festlighederne i anledningen af kroningen af Katarina af Valois, Henrik 5.'s brud. Han vendte tilbage til Frankrig i maj 1421 og deltog i Slaget ved Verneuil den 17. august 1424, som skaffede ham Hosebåndsordenen.
I 1425 var han igen kongens stedfortræder i kort tid i Irland. Han tjente igen i 1446–7. Ved sidstnævnte udnævnelse blev han udnævnt til jarl af Waterford og arve- Lord High Steward of Irland.

## Tjeneste i Frankrig
Indtil videre var hans karriere en turbulent grænseherre, ansat i stillinger, hvor en hård hånd var nyttig. Det var dog for hans handlinger i Frankrig, at han ville erhverve sin berømmelse.
I 1427 rejste han igen til Frankrig, hvor han kæmpede sammen med hertugen af Bedford og jarlen af Warwick med udmærkelse i Maine og under belejringen af Orléans. Han kæmpede i Slaget ved Patay den 18. juni 1429, hvor han blev taget til fange og holdt fanget i fire år. Han blev løsladt i bytte for den franske leder Jean Poton de Xaintrailles og vendte tilbage til England i maj 1433. Han blev dér indtil juli, da han vendte tilbage til Frankrig under jarlen af Somerset.
Talbot var en dristig og aggressiv soldat, måske den tids mest dristige kaptajn. Han og hans styrker var altid klar til at genindtage en by og møde et fransk angreb. Hans varemærke var hurtige aggressive angreb. Han blev belønnet ved at blive udnævnt til guvernør og generalløjtnant i Frankrig og Normandiet, og i 1434 gjorde hertugen af Bedford ham til greve af Clermont. Han omorganiserede også hæren med kaptajner og løjtnanter, trænede mændene til belejringer og udrustede dem i overensstemmelse hertil. Men da hertugen af Bedford døde i 1435, gik den burgundiske regering i Paris over til franskmændene og efterlod Talbot, kendt som le roi talbot ("kong Talbot") som den vigtigste engelske general på slagmarken.
Den 2. februar 1436 ledte han en lille styrke inklusive Sir Thomas Kyriell og Sir Thomas Scales og slog La Hire og Xaintrailles i slaget ved Ry nær Rouen. Senere samme år gjorde han en stor indsats for at genvinde store dele af land i Pays de Caux i det østlige Normandiet, som var blevet tabt til franskmændene et par måneder tidligere. I begyndelsen af 13. februar 1437 erobrede han uventet, på spektakulær vis, byen Pontoise nord for Paris og truede hovedstaden i et stykke tid. Samme år i Crotoy, efter en dristig passage af Somme-floden, fik han en række burgundiske styrker væk på flugt. Om natten den 22.-23. december 1439, efter et overraskende flankeangreb på deres lejr, splittede han den 6.000 stærke hær under konstabel Richemont, og den 7. juli 1440 genindtog han Harfleur. I 1441 forfulgte han den franske hær fire gange over floderne Seine og Oise i et forgæves forsøg på at bringe den til kamp.

## Lord Shrewsbury
Omkring februar 1442 vendte Talbot tilbage til England for at anmode om presserende forstærkninger til hertugen af York i Normandiet. I marts blev der på kongens ordrer rekvireret skibe til dette formål med Talbot selv ansvarlig for at samle skibe fra havnen i London og fra Sandwich.
Pinsedag 20. maj 1442 ophøjede Henrik 6. ham til jarl af Shrewsbury. Bare fem dage senere, med den anmodede forstærkning, vendte Talbot tilbage til Frankrig, hvor de i juni afmønstrede i Harfleur. I løbet af denne tid mødte han sin seksårige datter Eleanor for første gang og efterlod næsten helt sikkert den nyophøjede grevinde Margaret gravid med endnu andet barn.
I juni 1443 vendte Talbot igen tilbage til England på vegne af hertugen af York for at bede om forstærkning, men denne gang nægtede det engelske råd, og sendte i stedet en separat styrke under Shrewsburys svoger, Edmund Beaufort. Hans søn, Sir Christopher, blev i England, hvor han kort efter blev myrdet med en lanse i en alder af 23 af en af sine egne mænd, Griffin Vachan af Treflidian den 10. august i "Cawce, County Salop" (Caus Castle).

## Den engelske Achilleus
Han blev i 1445 udnævnt af Henrik 6. (som konge af Frankrig) som connétable de France. Efter at være blevet taget som gidsel i Rouen i 1449 lovede han aldrig at bære rustning mod den franske konge igen, og han var tro mod sit ord. Men selvom han ikke personligt kæmpede, fortsatte han med at lede engelske styrker mod franskmændene. I England var han bredt anerkendt som den bedste general, kong Henrik 6. havde. Kongen afhang af hans støtte i Dartford i 1452 og i 1450 til at slå Cades oprør ned. I 1452 blev han beordret til Bordeaux som kongens stedfortræder i Hertugdømmet Aquitanien og landede der den 17. oktober. Han forstærkede borggarnisoner, der stod over for et stigende pres fra Frankrig, da nogle forstærkninger ankom med hans søn John, Viscount Lisle i foråret 1453, og han erobrede Fronsac.

## Død
Han blev besejret og dræbt den 17. juli 1453 i Slaget ved Castillon nær Bordeaux, som effektivt gjorde en ende på det engelske styre i Aquitanien, en hovedårsag til Hundredårskrigen. Det blev berettet på det tidspunkt, at da hans hest blev dødeligt ramt af fjendens artilleri, faldt den oven på Talbot og holdt ham fast, hvilket gjorde det muligt for en fransk soldat at gøre ende på hans liv med stridsøkse. Hans hjerte blev begravet i døren til St Alkmunds Church, Whitchurch, Shropshire.

De sejrrige franske generaler rejste et monument over Talbot på marken ved navn Notre Dame de Talbot, og en fransk krønikeskriver gav ham en smuk hyldest:
"Sådan var enden på denne berømte og navnkundige engelske leder, der så længe havde været en af de mest formidable torne i franskmændenes side, der betragtede ham med frygt og skræk" - Matthew d'Escourcy
Selvom Talbot generelt huskes som en stor soldat, har nogle rejst tvivl om hans lederskab. Især er der rejst anklager om ubesindighed mod ham. Hastighed og aggression var nøgleelementerne i at opnå succes i Middelalderens krigsførelse, og Talbots numeriske undertal nødvendiggjorde overraskelse. Desuden var han ofte nødt til at forsøge at tvinge uvillige modstandere i kamp. I sit nederlag ved Patay i 1429 blev han rådet til ikke at kæmpe der af Sir John Fastolf, der efterfølgende fik skylden for sammenbruddet, men franskmændene, inspireret af Jeanne d'Arc, udviste en hidtil uset kampånd, som regel nærmede de sig en engelsk position med angst. Anklagen om ubesindighed er måske mere retfærdiggjort i Castillon, hvor Talbot, vildledt af falske rapporter om et fransk tilbagetog, angreb deres forskansede lejr frontalt lige foran deres artilleri.

## Kulturel indflydelse
Han bliver portrætteret heroisk i Shakespeares Henrik den Sjette., del 1: "Den tapre Lord Talbot, jarl af Shrewsbury, ophøjet, for sin sjældne succes i krig". Talbots fiaskoer skyldes alle Fastolf og fejdende fraktioner ved det engelske hof. Thomas Nashe, der kommenterede stykket i sin pjece Pierce Penniless, skrev, at Talbots eksempel inspirerede englændere på ny, to århundreder efter hans død,
Hvor ville det have glædet den modige Talbot, franskmændenes skræk, at tænke, at efter at han havde ligget to århundreder i sin grav, skulle han sejre igen på scenen og få sine knogler balsameret på ny med mindst ti tusind tilskueres tårer, som i tragedien, der repræsenterer hans person, forestiller sig, at de ser ham frisk blødende. Jeg vil forsvare det mod enhver køllebærende ågerkarl af dem alle, der er ingen udødelighed, der kan gives en mand på jorden som i et skuespil.

### Skønlitteratur
John Talbot optræder som en fremtrædende karakter i videospil Bladestorm: The Hundred Years' War Koei, hvor han er til Edvard, den sorte prins' venstre hånd og assisterer ham og det engelske flag i hele hans mange skildringer.
Talbot fremstår som en af de primære skurker i PSP-spillet Jeanne d'Arc.

## Andre kilder
- Allmand, C.T. (1983) Lancastrian Normandy, 1415–1450: The History of a Medieval Occupation. New York: Clarendon Press, Oxford University Press, Pp. xiii, 349
- Barker, J. (2000) The Hundred Years War
- Bradbury, M. (1983) Medieval Archery
- Elder, A. (1985). "Lancastrian Normandy, 1415-1450: The History of a Medieval Occupation. C. T. Allmand John Talbot and the War in France, 1427-1453. A. J. Pollard". Speculum. 60 (4): 939-41. doi:10.2307/2853735.
- Mortimer, I. (2008), 1415: A Year of Glory
- Pollard, A.J. (1983) John Talbot and the War in France, 1427-1453, Atlantic Highlands, NJ: Humanities Press, Inc
- Sumption, J. (2004) The Hundred Years War: Trial by Fire vol. 2 of 2
- Talbot, Rev H., (1980) The English Achilles:  the life of John Talbot

## Yderligere læsning
- Burke, J. (1846). A General and Heraldic Dictionary of the Peerages of England, Ireland, and Scotland, extinct, dormant, and in abeyance (3rd udgave). London: Henry Colburn.
- Chernaik, Warren L. (2007). "1 Henry VI: brave Talbot and his adversaries". The Cambridge Introduction to Shakespeare's History Plays. Cambridge University Press. ISBN 978-0-521-67120-0.
- Doyle, J. (1886). The Official Baronage of England. Vol. 3. London: Longmans, Green & Co. OCLC 2277334.
- Jones, M. (1994). "The Relief of Avranches (1439): An English Feat of Arms at the End of the Hundred Years War".  I Nicholas Rogers (red.). England in the Fifteenth Century (conference paper). Harlaxton Medieval Studies (new series). Vol. 4. Stamford: Paul Watkins. s. 42-55. ISBN 978-1-871615-67-8.
- Pearlman, E. (1996). "Shakespeare at Work: The Two Talbots". Philological Quarterly. 75 (1): 1-22.
- Reeves, Compton (Fall 1984). Albion. 16.3: 279–280. doi:10.2307/4048761.
- Richardson, D. (2011).  Kimball G. Everingham (red.). Plantagenet Ancestry. Vol. 3 (2nd udgave). s. 324. ISBN 978-1-4499-6635-5.
- Riddell, J. (1977). "Talbot and the Countess of Auvergne" (PDF). Shakespeare Quarterly. 28 (1): 51-57. JSTOR 2869631. Arkiveret fra originalen (PDF) 14. maj 2018. Hentet 24. marts 2021.
- Rodgers, Joel (2013). "Talbot, Incorporated".  I Martin Procházka (red.). Renaissance Shakespeare: Shakespeare Renaissances—Proceedings of the Ninth World Shakespeare Congress. Rowman & Littlefield. s. 21-28. ISBN 978-1-61149-460-0.
- Woodcock, Matthew (2004). "John Talbot, Terror of the French: A Continuing Tradition". Notes and Queries. 51: 249-251. doi:10.1093/nq/51.3.249.